# Le Mesnil-Aubry
 Le Mesnil-Aubry  es una población y comuna francesa, en la región de Isla de Francia, departamento de Valle del Oise, en el distrito de Sarcelles y cantón de Écouen.

## Demografía
| 511 | 509 | 477 | 500 | 693 | 757 |
| Para los censos de 1962 a 1999 la población legal corresponde a la población sin duplicidades (Fuente: INSEE [Consultar]) |     |     |     |     |     |